# Баурчи (река)
Баурчи́ (рум. Baurci; гаг. Baurçu) — река в Молдавии, протекающая в границах Чадыр-Лунгского района АТО Гагаузия, правый приток реки Лунга (бассейн Дуная). Является притоком третьего порядка.

## Описание
Река Баурчи берёт своё начало в 3,2 км севернее села Баурчи, из дождевого источника на высоте 142,78 м, откуда река формирует своё русло и следует по направлению с севера на юг и заканчивается в 3 км южнее села Казаклия, впадая в реку Лунга. В верхнем течении река зарегулирована двумя озёрами.
Постоянным источником питания реки считается родник, который расположен по руслу в 0,4 км ниже дождевого источника. Он имеет высоту 132,76 м. Географические координаты: 46°8’8,44" с. ш. и 28°40’46,74" в.д.
В верхнем течении долина реки слабо выражена. Пологие склоны имеют трапециевидную форму. В селе Баурчи долина приобретает латинскую V-образную форму и углубляется. В верхнем, среднем и нижнем течении левый склон реки, вершины которого достигают высот от 100 до 175 м, изрезан сетью глубоких оврагов. Пойма симметричная, ровная, двусторонняя, используется для выращивания зерновых культур и винограда. Русло зарегулировано, выпрямлено и углублено. Ширина от 1,2 до 19,0 м, в пойменной части до 5,6 км. Дно русла илистое, толщина илового слоя от 0,1 до 0,2 м. Берега с глиняным субстратом, высотой 1,2-1,5 м. Течение относительно ленивое, на некоторых участках вода застаивается. Скорость воды 0,3-0,5 м/с.

## Морфометрические и морфографические характеристики
- длина основного русла 20,9 км[1];
- длина бассейна 19,9 км[1];
- площадь бассейна 81,070 км²[1];
- падение 118,25 м, средний уклон составляет 5,6 м/км (0, 0056 %)[1];
- извилистость реки 1,112[1];
- плотность гидрографической сети 0,871 км/км²[1];
- доля озёр 0,457 %[1];
- доля лесов 4,944 %[1].

## Устье реки
Устьем реки Баурчи является река Лунга. Место слияния рек находится в 3 км южнее села Казаклия на высоте 24,53 м.

## Экологическое состояние реки
Основное антропогенное воздействие на экологическое состояние реки Баурчи оказывают населённые пункты Баурчи и Казаклия по причине отсутствия очистных сооружений. В настоящее время местной властью изучается возможность строительства региональной системы очистки сточных вод, в которую, вместе с селом Баурчи, будут включены близлежащие населённые пункты: села Конгаз, Казаклия и Бешалма. К природным факторам воздействия на качественные параметры реки относятся интенсивные ливневые осадки, в результате которых интенсификуются процессы смыва с поверхности водосборов твёрдых частиц, химических веществ, используемых в сельском хозяйстве, а так же бытового мусора.
Длительное время водоём также подвергался воздействию просроченных ядохимикатов, 25 тонн которых хранилось с 1978 года на территории села в неприспособленном складе, что приводило к их неконтролируемому выветриванию, проникновению в почву и грунтовые воды. В 2016 году ядохимикаты были утилизированы.